# Gran Premio di Francia 1967
Il Gran Premio di Francia 1967 fu una gara di Formula 1, disputatasi il 2 luglio 1967 sul Circuito Bugatti a Le Mans. Fu la quinta prova del mondiale 1967 e vide la vittoria di Jack Brabham su Brabham-Repco, seguito dal compagno di squadra Denny Hulme e da Jackie Stewart.

## Qualifiche
| Pos | No | Pilota          | Costruttore     | Scuderia                    | Tempo  | Distacco |
| --- | -- | --------------- | --------------- | --------------------------- | ------ | -------- |
| 1   | 7  | Graham Hill     | Lotus-Ford      | Team Lotus                  | 1:36.2 | -        |
| 2   | 3  | Jack Brabham    | Brabham-Repco   | Brabham Racing Organisation | 1:36.3 | +0.1     |
| 3   | 9  | Dan Gurney      | Eagle-Weslake   | Anglo American Racers       | 1:37.0 | +0.8     |
| 4   | 6  | Jim Clark       | Lotus-Ford      | Team Lotus                  | 1:37.5 | +1.3     |
| 5   | 8  | Bruce McLaren   | Eagle-Weslake   | Anglo American Racers       | 1:37.6 | +1.4     |
| 6   | 4  | Denny Hulme     | Brabham-Repco   | Brabham Racing Organisation | 1:37.9 | +1.7     |
| 7   | 2  | Chris Amon      | Ferrari         | Scuderia Ferrari SpA SEFAC  | 1:38.0 | +1.8     |
| 8   | 12 | Jochen Rindt    | Cooper-Maserati | Cooper Car Company          | 1:38.9 | +2.7     |
| 9   | 15 | Chris Irwin     | BRM             | Reg Parnell Racing          | 1:39.4 | +3.2     |
| 10  | 10 | Jackie Stewart  | BRM             | Owen Racing Organisation    | 1:39.6 | +3.4     |
| 11  | 18 | Jo Siffert      | Cooper-Maserati | Jack Durlacher Racing Team  | 1:40.1 | +3.9     |
| 12  | 11 | Mike Spence     | BRM             | Owen Racing Organisation    | 1:40.3 | +4.1     |
| 13  | 14 | Pedro Rodríguez | Cooper-Maserati | Cooper Car Company          | 1:40.5 | +4.3     |
| 14  | 17 | Bob Anderson    | Brabham-Climax  | DW Racing Entreprises       | 1:44.9 | +8.7     |
| 15  | 16 | Guy Ligier      | Cooper-Maserati | Privato                     | 1:45.2 | +9.0     |

## Gara
| Pos | No | Pilota          | Costruttore     | Giri | Tempo/Ritiro     | Griglia | Punti |
| --- | -- | --------------- | --------------- | ---- | ---------------- | ------- | ----- |
| 1   | 3  | Jack Brabham    | Brabham-Repco   | 80   | 2:13:21.3        | 2       | 9     |
| 2   | 4  | Denny Hulme     | Brabham-Repco   | 80   | + 49.5           | 6       | 6     |
| 3   | 10 | Jackie Stewart  | BRM             | 79   | + 1 giro         | 10      | 4     |
| 4   | 18 | Jo Siffert      | Cooper-Maserati | 77   | + 3 giri         | 11      | 3     |
| 5   | 15 | Chris Irwin     | BRM             | 76   | Motore           | 9       | 2     |
| 6   | 14 | Pedro Rodríguez | Cooper-Maserati | 76   | + 4 giri         | 13      | 1     |
| NC  | 16 | Guy Ligier      | Cooper-Maserati | 68   | Non classificato | 15      |       |
| Rit | 2  | Chris Amon      | Ferrari         | 47   | Acceleratore     | 7       |       |
| Rit | 9  | Dan Gurney      | Eagle-Weslake   | 40   | Perdita benzina  | 3       |       |
| Rit | 12 | Jochen Rindt    | Cooper-Maserati | 33   | Motore           | 8       |       |
| Rit | 8  | Bruce McLaren   | Eagle-Weslake   | 26   | Accensione       | 5       |       |
| Rit | 6  | Jim Clark       | Lotus-Ford      | 23   | Differenziale    | 4       |       |
| Rit | 17 | Bob Anderson    | Brabham-Climax  | 16   | Accensione       | 14      |       |
| Rit | 7  | Graham Hill     | Lotus-Ford      | 13   | Differenziale    | 1       |       |
| Rit | 11 | Mike Spence     | BRM             | 9    | Trasmissione     | 12      |       |

## Statistiche

### Piloti
- 12ª vittoria per Jack Brabham
- 10° pole position per Graham Hill

### Costruttori
- 8° vittoria per la Brabham
- 30° podio per la Brabham

### Motori
- 6° vittoria per il motore Repco
- 50° podio per il motore BRM
- 100º Gran Premio per il motore Maserati

### Giri al comando
- Graham Hill (1, 11-13)
- Jack Brabham (2-4, 24-80)
- Jim Clark (5-10, 14-23)

## Classifiche Mondiali

### Piloti
| Pos | Pilota              | Punti |
| --- | ------------------- | ----- |
| 1   | Denny Hulme         | 22    |
| 2   | Jack Brabham        | 16    |
| 3   | Pedro Rodríguez     | 12    |
| 4   | Chris Amon          | 11    |
| 5   | Jim Clark           | 10    |
|     | Jackie Stewart      | 10    |
| 7   | Dan Gurney          | 9     |
| 8   | John Love           | 6     |
|     | Graham Hill         | 6     |
| 10  | John Surtees        | 4     |
| 11  | Bruce McLaren       | 3     |
|     | Jo Siffert          | 3     |
|     | Mike Spence         | 3     |
|     | Jochen Rindt        | 3     |
| 15  | Bob Anderson        | 2     |
|     | Mike Parkes         | 2     |
|     | Chris Irwin         | 2     |
| 18  | Ludovico Scarfiotti | 1     |

### Costruttori
| Pos | Costruttore     | Punti |
| --- | --------------- | ----- |
| 1   | Brabham-Repco   | 27    |
| 2   | Cooper-Maserati | 17    |
| 3   | Ferrari         | 11    |
|     | BRM             | 11    |
| 5   | Lotus-Ford      | 10    |
| 6   | Eagle-Weslake   | 9     |
| 7   | Cooper-Climax   | 6     |
|     | Lotus-BRM       | 6     |
| 9   | Honda           | 4     |
| 10  | McLaren-BRM     | 3     |
| 11  | Brabham-Climax  | 2     |